# 平林実
平林 実（ひらばやし みのる、1949年-）は日本の実業家。三光マーケティングフーズ創業者・元社長。

## 略歴
1949年、東京都に生まれる。1972年に法政大学経済学部卒業後、飲食店に勤務する。1975年、神田のガード下に定食屋「三光亭」を創業し、1977年に『三光フーズ』を設立する。
1984年、渋谷に 居酒屋「だいこんの花」を開店、1998年に個室居酒屋「東方見聞録」を開店する。2002年10月 に社名を現社名『三光マーケティングフーズ』に変更する。
2003年、ジャスダックに上場し、2004年に東証2部に上場する。2009年から270円居酒屋「金の蔵Jr.」を、2011年に焼牛丼店「東京チカラめし」を開店する。
2013年9月、長男の平林隆広の社長就任により、会長に就任。
2014年9月、会長職を退任。

## テレビ出演
- 日経スペシャル カンブリア宮殿 激化する"270円居酒屋"戦争を 驚異の業績で勝抜く！（2010年12月2日、テレビ東京）[1]

## 参考
- 現代ビジネス-社長の風景
- 「月刊BOSS」-経営者インタビュー